# Zdzisław Hoffmann
Zdzisław Hoffmann, född 27 augusti 1959 i Świebodzin, är en polsk före detta friidrottare (trestegshoppare).
Hoffmann blev 1983 den förste världsmästaren i tresteg då han slog den store favoriten, amerikanen och 18-metershopparen Willie Banks, i finalen. Hoffmann kunde emellertid inte följa upp segern vid OS 1984 i Los Angeles då Polen bojkottade spelen. Hans bästa resultat blev 17,53 som han hoppade i Madrid 4 juni 1985.
Hoffmann kvalificerade sig för trestegsfinalen vid världsmästerskapen i friidrott 1987 i Rom. Där slutade han på tolfte och sista plats med 16,58 meter.
Polsk mästare 1980, 1983, 1984 och 1989. Polsk inomhusmästare 1980, 1983, 1984, 1987 och 1988.